# Mesosa latifasciata
Mesosa latifasciata är en skalbaggsart som beskrevs av White 1858. Mesosa latifasciata ingår i släktet Mesosa och familjen långhorningar.
Artens utbredningsområde är Taiwan. Inga underarter finns listade i Catalogue of Life.